# Sion (hrad)
Sion je zřícenina hradu, která se nachází jeden kilometr východně od obce Chlístovice, vzdálené zhruba osm kilometrů jihozápadně od Kutné Hory. Vystavěn byl pravděpodobně v letech 1426–1427 husitským hejtmanem Janem Roháčem z Dubé, kterého zde po čtyřměsíčním obléhání v roce 1437 zajalo královské vojsko pod velením hofmistra Hynce Ptáčka z Pirkštejna. Po kapitulaci obránců byl hrad vypálen a přešel do vlastnictví římskoněmeckého císaře a českého krále Zikmunda Lucemburského. Svými fortifikačními prvky hrad náleží k předním výdobytkům husitského stavitelství, které stojí na počátku vývoje novověkých evropských opevňovacích systémů.

## Historie

### Hrad Jana Roháče z Dubé

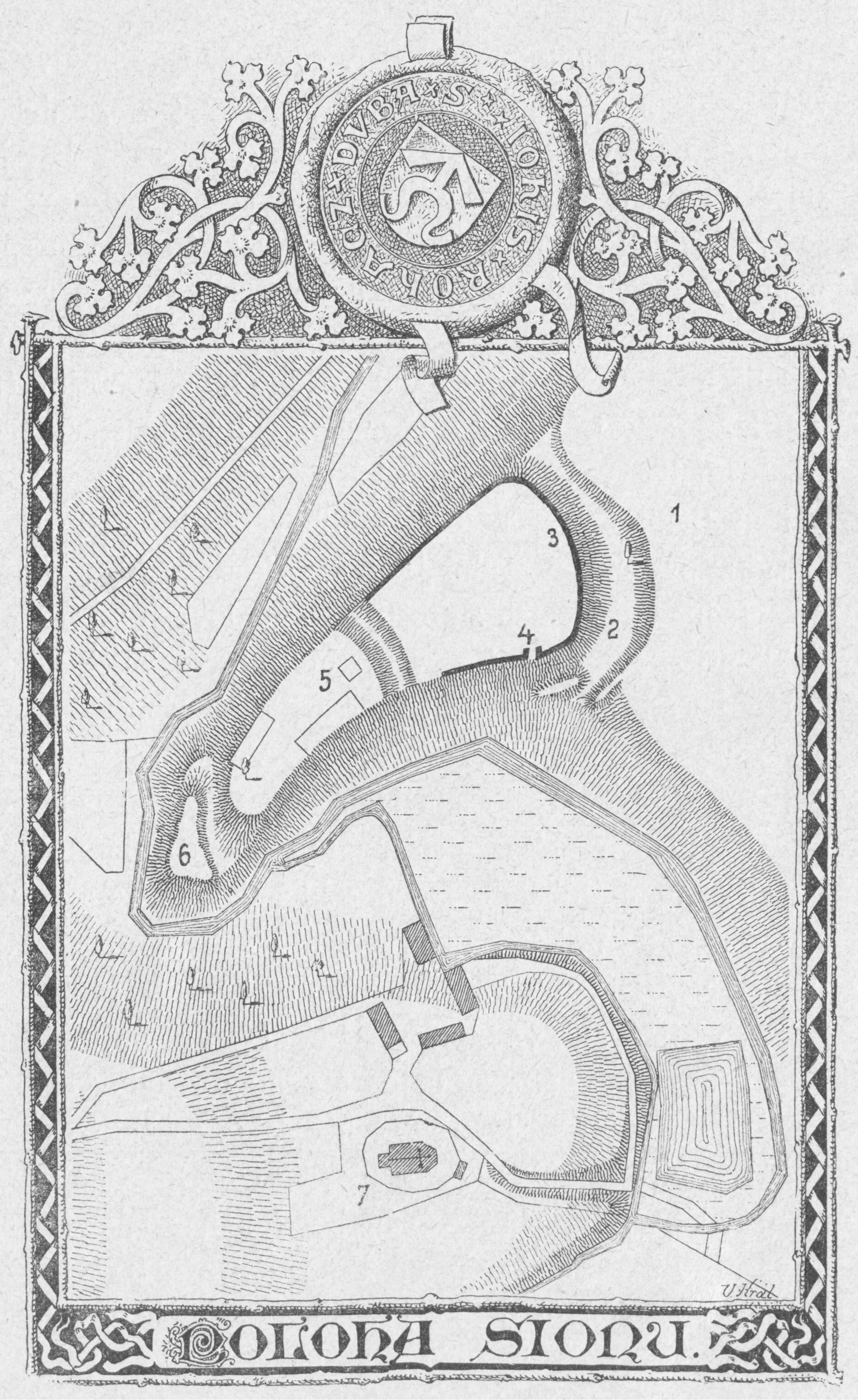
Půdorys hradu podle Vojtěcha Krále; vysvětlivky: 1. pláň, 2. příkop, 3. místo, kde byl (snad) zajat Jan Roháč, 4. branka, 5. zadní hrad, 6. skalisko, 7. chlístovický kostelík. Nahoře pečeť Jana Roháče z Dubé

První písemnou zmínkou o hradu je listina z 15. února 1437, kterou zemský sněm svolává proti jeho majiteli zemskou hotovost. Ačkoli jakékoli předchozí informace o Sionu chybí, podle tradičního výkladu byl vystavěn v místech nevelkého opuštěného hradiště na skalnatém ostrohu nad pravým břehem potoka Vrchlice, pravděpodobně v letech 1426–1427 husitským hejtmanem Janem Roháčem z Dubé. Podle historika Jaroslava Čechury však není vyloučeno, že se původně jednalo o feudální hrádek, jenž byl centrem okolní pozemkové državy pražské metropolitní kapituly, kterého se Jan Roháč z Dubé pouze zmocnil a zdokonalil jeho opevnění. Původně objekt patrně zastával spíš funkci reprezentativního sídla než fortifikace, neboť jeho majitel se zřejmě spoléhal na nedaleká města Kutnou Horu a Čáslav, kde zastával funkci hejtmana. K budování rozsáhlejšího opevnění došlo teprve v letech 1435–1437, kdy byli obránci nuceni narychlo posílit obranyschopnost hradu kvůli ohrožení ze strany římskoněmeckého císaře a českého krále Zikmunda Lucemburského. Posádku sídla v té době tvořilo několik desítek mužů, které doplnili uprchlíci z Hradce Králové, jehož měšťané v březnu 1437 uzavřeli dohodu s královskou stranou.
Na Sion se po neúspěšném působení v roli táborského vůdce Jan Roháč uchýlil na podzim roku 1435. Z tohoto místa vedl soukromou válku proti panovníkovi, který proti němu v únoru 1437 nechal svolat zemskou hotovost. Vojsko vytáhlo k hradu koncem dubna a dorazilo k němu v prvních květnových dnech krátce poté, co oddíl Jana Roháče přepadl konvoj z Uher a ukořistil králi množství volů a sudů s vínem. Vojsko zemské hotovosti bylo složené z oddílů české šlechty i českých měst a velel mu hofmistr Hynce Ptáček z Pirkštejna, který se už o dvě léta dříve osvědčil při dobytí hradu Ostromeč. O čtyřměsíčním obléhání hradu Sion hovoří hned několik domácích i zahraničních písemných pramenů různé výpovědní hodnoty, které akci většinou popisují jako velkou a obtížnou událost. Nicméně archeologický průzkum hradu prováděný v letech 1962–1965 prokázal, že šlo o tendenční výpověď, podmíněnou politickou situací a obléhací práce byly mnohem skromnějšího charakteru. Z těchto informací lze usuzovat, že dobývání probíhalo spíš vlažně, neboť nespokojenost s králem Zikmundem, zejména v kališnických kruzích, stoupala. Moderní čeští historici proto usuzují, že úmyslem pána z Pirkštejna bylo ze soukromých politických důvodů protahovat pobyt před Sionem do poslední možné chvíle a posádce, která uvnitř hradu nedisponovala vlastní studní, zřejmě nebránil v zásobování ani v čerpání vody z blízké Vrchlice. K bojovým akcím došlo zřejmě až po příchodu posily z Uher, která vyrazila z Prahy 3. září, neboť Hynce Ptáček nechtěl riskovat otevřenou roztržku s králem.
Útok proti Sionu nejzevrubněji popisuje italský humanista a pozdější papež Enea Silvio Piccolomini ve svém díle Historie česká, archeologický průzkum však dokládá, že ačkoli měli vojáci Hynce Ptáčka z Pirkštejna k dispozici minimálně jeden prak, houfnice a bombardu, samotné ostřelování netrvalo déle než den nebo dva. Proti hradu bylo vystřeleno zhruba 100 kamenných koulí, které poničily zejména hradní palác a budovu při východní čelní hradbě. Známky průlomu hradby nebo podkopů nebyly nikde nalezeny, neboť vzhledem k nevelké síle obránců nebylo podobných obléhacích prvků třeba. Po dobytí byl Sion vypálen a spolu s pěti vesnicemi, které k němu náležely, přešel do majetku krále.
| „                         | Přístup ke zdem zabraňoval příkop velmi hluboký, který, ač byl bez vody, přece bylo namáhavé a nebezpečné pro vojsko do něho vstoupiti za padání střel odevšad a odtud pak zase lézti na val, kterým byly zdi obklíčeny. Byl tedy připraven přístup do příkopu pomocí podkopů a před příkopem ponecháno něco málo země jako dvéře, aby lest nemohla být poznána. Byl očekáván vítr vanoucí z táboru do hradu. Jakmile tento silně zadul, vstoupili ve zbroji do průkopu, železná děla byla co nejčetněji vypálena, vítr zanesl jejich kouř do hradu a vojíni, odkryvše uzavření průkopů, vkročili do příkopů a pomocí žebříků snažili se val slézti. Roháč tehdy náhodou obědval; málokteří dlící na zdech strhli pokřik. Nastal hluk, a se všech stran sbíhali se k obhájení valu. Také Roháč, zanechav jídla a chopiv se zbraně, přichvátal z hradu svým na pomoc; bylo bojováno velmi krutě a na mnohých místech současně. Jakmile se dostavil Roháč, slezl nepřítel z druhé strany val a všude vraždě, tlačil se do hradu. Roháč pospíchaje vrátiti se do hradu, byl zaskočen a zajat a také hrad byl násilím dobyt, lupiči, kteří se tam uchýlili, schytáni, a kněží súčastněnému na husitské zřeštěnosti, který přisluhoval kacířům svátostmi, dána pouta; odvedeni byvše do Prahy, skončili všichni život svůj na oprátce. | “ |
| — Enea Silvio Piccolomini | |   |

### Pozdější majitelé (1437–1945)

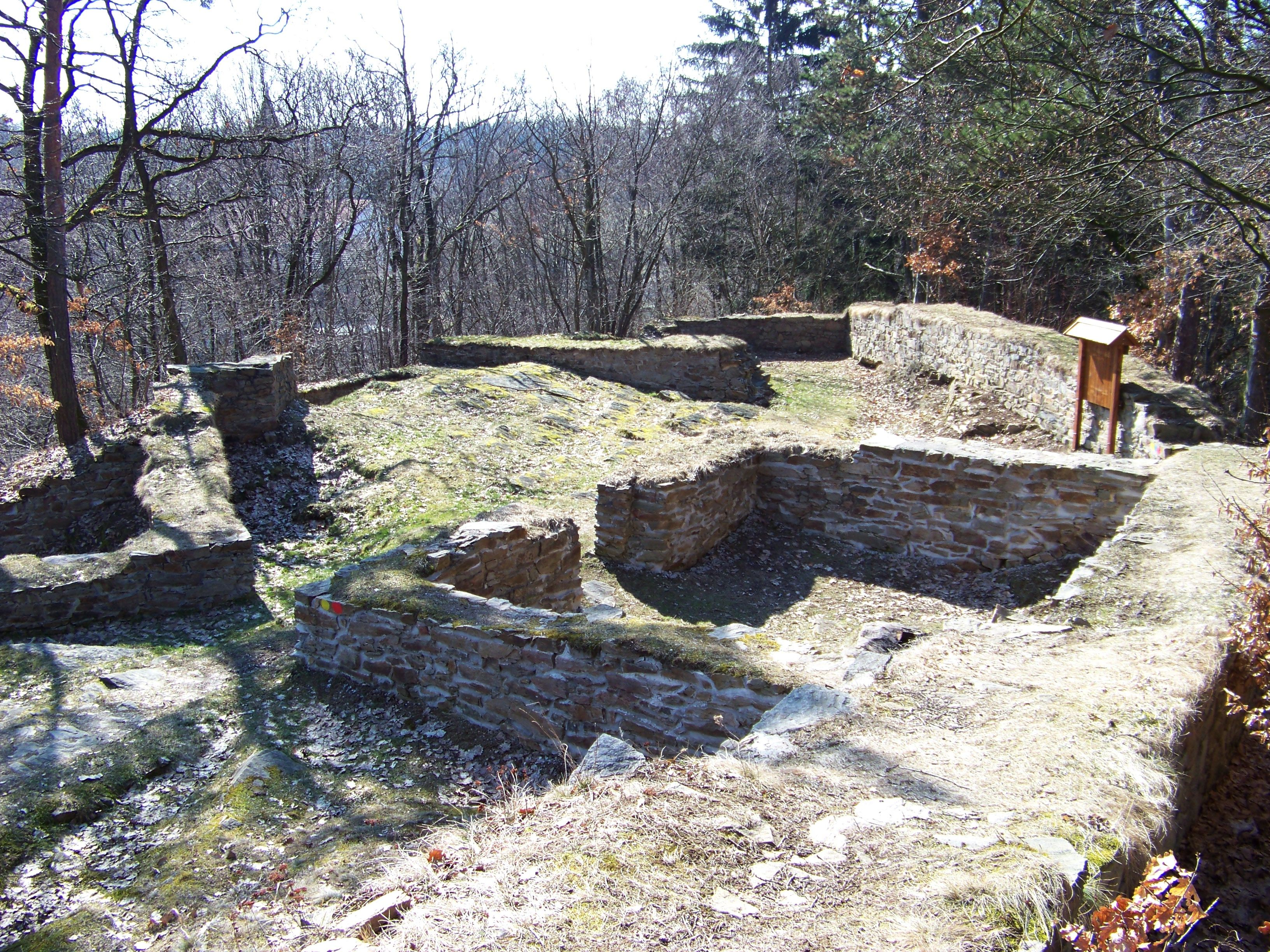
Základy budovy s kuchyní naproti obdélníkovému paláci

Po smrti krále Zikmunda nastoupil na český trůn Albrecht II. Habsburský, jenž zastavil sionské panství někdejšímu husitskému hejtmanovi Bedřichovi ze Strážnice a Benešovi z Hustířan. V roce 1449 vedli oba muži o panství spor, jehož výsledek není znám. Později sionské pozemky získal král Jiří z Poděbrad, který je zastavil Kláře ze Solopysk a jejímu synovi Václavovi z Nestajova. V roce 1509 Jan z Nestajova postoupil zástavu bratřím Ctiborovi, Čeňkovi a Oldřichovi z Pařízku, kterým byla následujícího roku zástava potvrzena králem Vladislavem Jagellonským. V roce 1535 prodal Oldřichův syn Jan sionské zboží Jindřichovi Firšicovi z Nabdína, od kterého je v roce 1541 odkoupil Jindřich Špetl z Prudic. Jeho syn Jiří jej posléze prodal Jiřímu Voděradskámu z Hrušova, jenž byl v roce 1580 popraven kvůli lichvářství a pozemky připadly králi Rudolfovi II., který je následujícího léta připojil k malešovskému panství. Tímto aktem z roku 1581 byl hrad Sion spolu s přilehlým panstvím písemnými prameny připomínán naposled.
Další zprávy o existenci zříceniny se datují k roku 1677, kdy ji navštívil český humanista Bohuslav Balbín, který zanechal zmínku, že v době jeho pobytu zde ještě stály obvodové zdi. I tyto zbytky však byly postupně ničeny a rozváženy, zejména v době, kdy malešovské panství drželi němečtí Osteinové. Poslední větší pozůstatky pak byly odstraněny v roce 1870 na příkaz Karla Dahlber-Osteina, který tak reagoval na velkou vlasteneckou vlnu po rakousko-uherském vyrovnání a na srocování českého lidu při velkých táborech. Od této doby zůstaly zachovány jen základové zdi porostlé křovisky a přikryté hlínou. V roce 1945 bylo malešovské panství Osteinům zabaveno a přešlo do majetku státu.

## Popis

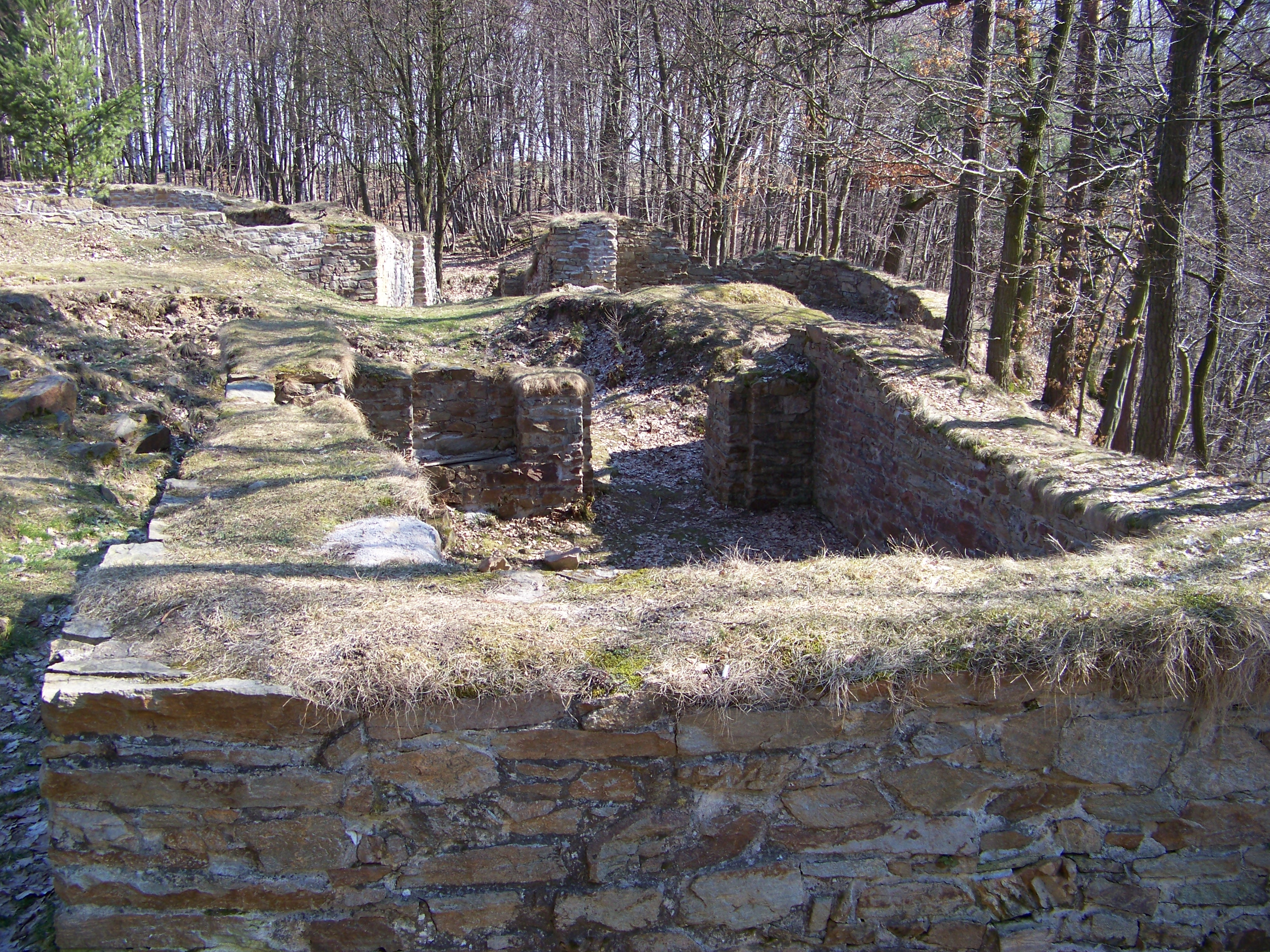
Základy paláce Jana Roháče, navazující na polokruhovou baštu

Jádro hradu za mohutným šíjovým příkopem, kterým bylo odděleno od nevelkého předhradí, mělo nepravidelný trojúhelníkový půdorys daný povahou skalnatého terénu a bylo z větší části obklopeno 120–180 cm širokou hradbou. Čelní strana nad příkopem byla souvisle zastavěna, přičemž jižní nároží zaujímala brána, k níž z jedné strany přiléhala polokruhová dělostřelecká bašta, ze strany druhé pak velká budova, sloužící snad k obytným účelům. Úkolem dělostřelecké bašty bylo chránit jak vstup do hradu, tak dvoupatrový obdélníkový palác, který k ní přiléhal ze západní strany. Archeologické nálezy dokládají, že tato budova byla obydlím Jana Roháče a měla dvě až tři podlaží. V základech paláce leželo 17 prakových kamenných koulí, které patrně stály za jeho značným poškozením. Hradba za palácem se obloukovitě vypínala a zakončovala ji lichoběžníková stavba s mohutnou roubenou vrchní částí. Také severní nároží čelní hradby zaujímal objekt s mohutnou roubenou nástavbou. Hradba, která od této budovy pokračovala směrem k jihozápadu, je naproti hradnímu paláci doplněna nevelkým čtyřhranným objektem s kuchyní. Budova byla patrně patrová a její výška byla asi 6–7 metrů. Z archeologických nálezů je patrné, že původní Sion měl sloužit jako správní a hospodářské centrum menšího panství, nikoli jako významná fortifikace, neboť většina obranných prvků včetně opevněného předhradí a nevelké plošiny pod severozápadní částí jádra, která byla opatřena kamennou hradbou zbudovanou bez použití malty, k němu byla přistavěna teprve v letech 1435–1437. Dobře zachovaný příkop chránící severovýchodní přístup k hradu a příkop oddělující předhradí od okolí náležejí do doby hradištní. Stejně tak i dva mohutné valy na severovýchodní straně předhradí.

## Archeologický průzkum

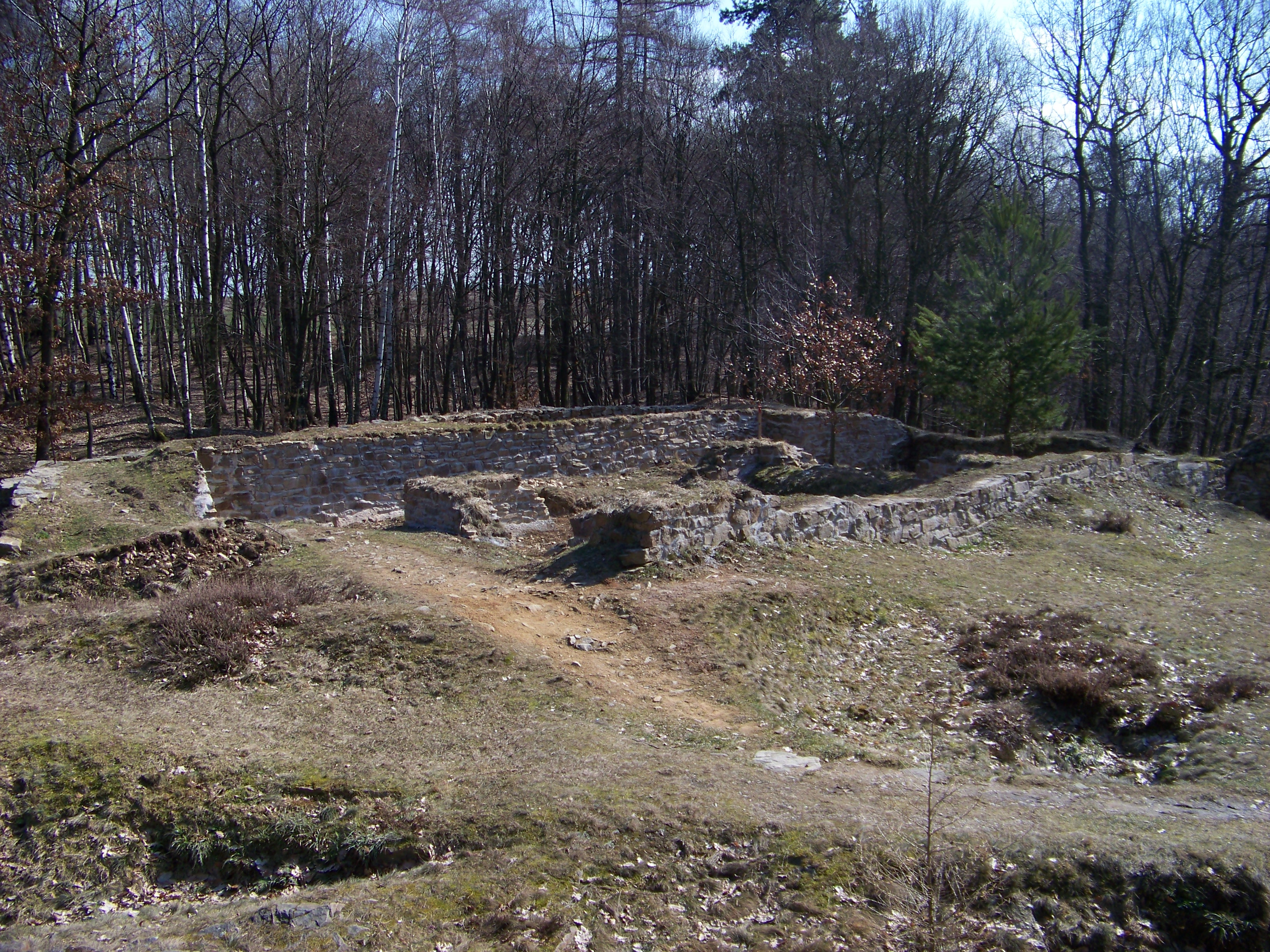
Základy budovy za čelní stranou hradu

První amatérský průzkum pozůstatků hradu u severní obvodové zdi, ve středu vnitřního hradu a v příkopu mezi předhradím a vnitřním hradem, byl proveden k pětistému výročí jeho dobytí. Při tomto výzkumu prý byla nalezena celá řada předmětů, ke kterým mj. patřil kachel se znakem Jana Roháče z Dubé a s reliéfním vyobrazením dvou andělů, kteří drží kalich s hostií. Mimo tyto nálezy bylo prý uvnitř hradu nalezeno několik koster obránců hradu, z nichž některé nesly stopy zohavení. Tyto ostatky však nebyly nijak zdokumentovány a na místě došlo k jejich zničení. Systematický průzkum hradu byl zahájen teprve v roce 1953 a posléze v letech 1961–1964. Jeho vedením byli pověřeni zaměstnanci Vojenského historického ústavu v Praze v čele s Evou Jánskou. První práce navazovaly na vykopávky z roku 1937 a postupně odkrývaly jednotlivé části hradby i budov. Při těchto pracích byla nalezena řada militarií, zejména pak šípů, železných kulek zalitých do olova a kamenných koulí, které dokazovaly, že hrad byl intenzivně ostřelován. Dalšími předměty, převážně denní potřeby, byly střepy hliněných nádob, zbytky hřebíků, železných kování nebo železných nástrojů, šesticípá železná hvězda ostruhy, kovový zámek, část udidla, přezky k postrojům atd. Mezi pilíři v příkopu mezi předhradím a čelní zdí byli nalezeni i železní nášlapní ježci, užívaní ve středověkém vojenství proti jízdnímu i pěchotnímu vojsku. V paláci Jana Roháče pak byly odkryty zlomky tří kachlů, totožné s tím, jenž byl vyzvednut v roce 1937. Povrchovým průzkumem na stráních před západní hradební zdí byly objeveny i zbytky povrchových úprav, které označovaly prakoviště a tábor oblehatelů. V současné době dosahují zbytky odkrytého a zakonzervovaného zdiva výšky průměrně jednoho metru.

## Flóra a fauna
Na stráních kolem hradu roste les, který tvoří habr, dub a javor klen. Na zřícenině roste dub, bříza, osika, vrba a na sešlapávaném trávníku krvavec toten.
V roce 1997 bylo na hradě Sion zaznamenáno 32 druhů suchozemských plžů.

## Turistika
Okolí Sionu i pozůstatky hradu samotného jsou již několik staletí častým cílem návštěvníků, které k výletům láká jak místní krajina, tak pohnutá historie objektu. K rozcestníku v sousedství zříceniny vedou dvě značené trasy pro pěší turisty. Na modře i červeně značenou turistickou trasu se lze napojit v Kutné Hoře (modrá 11 km, červená 12,5 km) nebo v Malešově. Modrá trasa z tohoto městyse vede přes Maxovnu, červená přes Roztěž a Polánku, odkud přes Sion pokračuje dál směrem k obci Černíny. Poblíž zbytků hradu vede také značená cyklotrasa č. 0096, která od Zdeslavic protíná Chlístovice a směřuje do Maxovny. Nejbližší vlakové spojení je ze zastávky v obci Týniště, vzdálené od hradu zhruba 2,3 km.